# Zbór Kościoła Chrześcijan Baptystów w Szczytnie
Zbór Kościoła Chrześcijan Baptystów w Szczytnie – zbór Kościoła Chrześcijan Baptystów znajdujący się w Szczytnie, przy ulicy Sienkiewicza 3.
Nabożeństwa odbywają się w każdą niedzielę o godzinie 10:00.

## Opis
Kaplica usytuowana jest w historycznym centrum miasta. Budynek założono na planie prostokąta, wykonano z cegły, na kamiennej podmurówce. Dach pokryty został holenderską dachówką.

## Historia
Budowę kaplicy rozpoczęto 3 maja 1903 roku, a 10 lipca 1904 oddano do użytku. Architektonicznie reprezentowała styl gotycki. Od 1945 roku jest własnością polskiego Kościoła Baptystycznego.